# Kasaï Oriental (province)
Pour les articles homonymes, voir Kasaï-Oriental, Kasaï et Tshilenge (homonymie).
Le Kasaï oriental est une province de la république démocratique du Congo, créé en 2015, à la suite du démembrement de la province historique du Kasaï-Orientalavec comme chef-lieu la localité de Mbujimayi.

## Géographie
Située au centre du pays, elle est limitrophe de 3 provinces rd-congolaises.
|               | Sankuru        |        |
| Kasaï central | Kasaï oriental | Lomami |
|               | Lomami         |        |

## Histoire
La province du Kasaï-Oriental est créé le 15 juillet 2015, à la suite du démembrement de la province historique du Kasaï-Oriental qui donne lieu à trois nouvelle provinces : Sankuru, le Kasaï-Oriental et la Lomami.

## Environnement

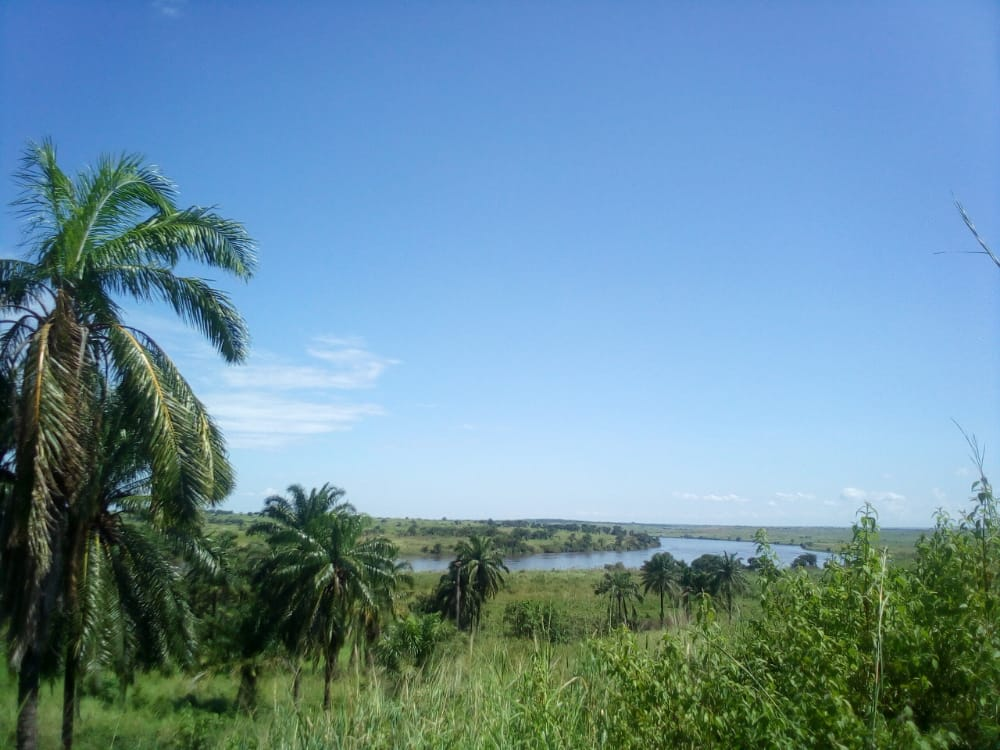
Rivière Lubilanji au Kasaï-oriental

La province du Kasaï Oriental est caractérisée par un climat tropical humide où la température moyenne varie de 25°C dans le nord à 22,5°C dans le sud, et connait deux saisons : la saison des pluies, qui s'étend de septembre à avril, et la saison sèche, qui va de mai à août.

## Subdivisions
La province est constituée de la ville de Mbujimayi et de 5 territoires : Kabeya-Kamwanga, Katanda, Lupatapata, Miabi, Tshilenge.
| CD82     | Province du Kasaï oriental    | Province du Kasaï oriental | Province du Kasaï oriental | Province du Kasaï oriental |
| Code INS | Subdivision                   | Chef-lieu                  | Superficie (km²)           | Population                 |
| -------- | ----------------------------- | -------------------------- | -------------------------- | -------------------------- |
| 8010     | Ville de Mbujimayi            | Mbujimayi                  | 135                        | 1 680 991                  |
| 8021     | Territoire de Miabi           | Miabi                      | 1 655                      | 801 194                    |
| 8022     | Territoire de Kabeya-Kamwanga | Kabeya-Kamwanga            | 3 493                      | 663 616                    |
| 8023     | Territoire de Lupatapata      | Lupatapata                 | 2 397                      | 1 002 710                  |
| 8024     | Territoire de Katanda         | Katanda                    | 1 836                      | 556 676                    |
| 8025     | Territoire de Tshilenge       | Tshilenge                  | 2 021                      | 770 211                    |

## Secteurs
Tshishimbi, Lac Mukamba, Mukumbi, Mvunayi, Mpemba,etc